# Бруннер, Карл-Хайнц
Карл-Хайнц Бруннер (нем. Karl-Heinz Brunner; 14 марта 1953, Мюнхен, ФРГ) — немецкий политик. С 2013 является депутатом немецкого Бундестага. Член фракции Социал-демократической партии Германии (СДПГ)

## Биография
После окончания школы изучал экономику, право и менеджмент в Ройтлингене, Мюнхене, Штарнберге и Братиславе. С 2005 года работает частным юрисконсультом и одним из управляющих партнёров Illertisser Sonnenschein GmbH & Co KG. Является одним из редакторов общественно-политического журнала «Berliner Republik», председателем общества обмена между городами Иллертиссен (ФРГ) и Локет (Чешская республика). На общественных началах участвует в работе Баварского Красного Креста, членом которого является с 1970 года, а также в благотворительной деятельности общества рабочего класса. С 2011 года читает курс лекций по публично-частному партнёрству в Высшей школе Бибераха.

### Семья
Бруннер женат, имеет двоих взрослых детей.

## Общественно-политическая деятельность
С 1982 г. состоит в СДПГ. С 1985 г. активно участвует в коммунальной политике. В 1990—2002 гг. — мэр города Иллертиссен, с 1996 г. — член собрания депутатов района Ной-Ульм. В 2013 году избран в немецкий Бундестаг по списку СДПГ от Баварии. В Бундестаге является членом комитетов по обороне (отвечает за вопросы военно-воздушных сил), по законодательству и защите прав потребителей (является докладчиком по темам банкротство концернов и равноправие сексуальных меньшинств), а также комиссии по разоружению и контролю за распространением оружия комитета по иностранным делам.
Кроме того, является заместителем председателя немецко-австрийской парламентской группы.
Состоит также в Социал-демократической партии Австрии и в Чешской социал-демократической партии.
Являясь членом Парламентской ассамблеи НАТО, присутствовал на выборах президента Украины в мае 2014 года в качестве наблюдателя от ОБСЕ.